# Beipiaosaurus
Beipiaosaurus är ett släkte av therizinosaurier theropoder dinosaurier från Kinas tidiga krig. Innan upptäckten av Yutyrannus var det en av de största dinosaurierna som är kända från direkt bevis för att vara fjädrade.
Den exakta klassificeringen av therizinosaurier har tidigare diskuterats varmt, eftersom deras prosauropoder-liknande tänder och kroppsstruktur indikerar att de i allmänhet är växtätande, till skillnad från typiska theropoder. Beipiaosaurus, som anses vara en primitiv therizinosauroid, har egenskaper som tyder på att alla therizinosaurier, inklusive de mer härledda Therizinosauridae, är coelurosauriska theropoder, inte sauropodomorpher eller  släktingar som en gång trodde.